# Minecraft
För andra betydelser, se Minecraft (olika betydelser).
Minecraft är ett äventyrs- och byggdatorspel. I Minecraft ska spelaren utforska och överleva i en värld byggd av kubikmeterstora kuber som kallas för block. Förutom block består världen också av växter, varelser och föremål. Spelet är helt öppet, så man kan göra i princip vad man vill i sin värld. Man kan bland annat syssla med gruvarbete, att bekämpa fientliga varelser och att tillverka nya block och verktyg genom att samla på olika resurser. Dessutom kan spelarna skapa strukturer, skapelser och konstverk. Minecraft kan spelas tillsammans med andra, eller på egen hand.
Spelet utvecklades först av Markus Persson och sedan av företaget Mojang som Persson grundade. Minecraft har funnits till försäljning via spelets webbplats sedan tidigt i utvecklingen. Den fullständiga versionen av Minecraft släpptes den 18 november 2011.
Spelet har fått ett mycket bra mottagande från spelkritiker och har blivit ett av de mest inflytelserika och framgångsrika indiespelen som skapats. I juni 2016 hade det sålts över 23 miljoner exemplar av PC-versionen (Java) och samma år passerades 100 miljoner sålda exemplar sammanlagt över olika plattformar.
Flera spin-off spel har utvecklats, bland annat Minecraft: Story Mode, Minecraft Dungeons, Minecraft Earth och Minecraft Legends.

## Spelupplägg
Minecraft är ett väldigt fritt spel, så man kan göra i princip vad man vill i det. Grunden är dock alltid att utforska en slumpmässigt genererad värld, som framför allt består av block, men också djur, monster och växter. Man kan anpassa sin upplevelse av Minecraft genom att ändra bland annat spelläge och svårighetsgrad. Minecraft kan spelas själv, med vänner via LAN eller med spelare över hela världen på stora servrar.

### Världen
En Minecraftvärld består av tre olika dimensioner. 

#### Övervärlden
När man startar en ny värld hamnar man i dimensionen övervärlden, som ska efterlikna den riktiga världen. Den består av flera olika landskapstyper, till exempel tundra, öken, lövskog, barrskog, djungel, berg och savann. Det finns också floder, sjöar och hav. På ytan finns det både växtlighet i form av träd, blommor och gräs, samt djur som exempelvis kor, kycklingar, grisar och får. Människoliknande varelser som kallas bybor kan även hittas och även byteshandlas med och erbjuder specialiserade varor som varierar beroende på vilket yrke som den individuella bybon har.
Där det är tillräckligt mörkt kommer det fram monster, såvida inte svårighetsgraden är inställt till fredlig. På natten blir det tillräckligt mörkt för att monster ska skapas överallt där man inte har lyst upp. Dessa monster varierar från mer konventionella arketyper såsom zombier, skelett och spindlar till mer unika varelser såsom creepers, en växtliknande fyrbent varelse som attackerar genom att spränga sig själva. Creepers i synnerhet har blivit en maskot för Minecraft, och dess karaktäristiska ansikte förekommer bland annat i spelets logotyp.
Det flera olika strukturer att utforska i övervärlden, såsom byar, tempel, herrgårdar och vakttorn. Under marken finns det bland annat grottor, raviner, lavasjöar, övergivna städer och gamla gruvor, som spelaren kan utforska i jakt på metaller och mineraler.
Övervärlden är ungefär 60 miljoner block lång på vardera sida, vilket ger världen en area på c:a 3,5 biljarder block.

#### Nether
Nether är ett helvetesliknande dimension i stor del befolkad av fientliga varelser. I kontrast mot jordliknande övervärlden så kan Nether närmast beskrivas som en oändlig grotta med ytterst ogästvänlig terräng och stora hav av lava. Istället för gräs och vanliga stenarter så består dimensionen till stor del av en fiktiv röd mineral som kallas netherrack. Spelare tar sig dit genom att bygga en portal av obsidian, som sedan aktiveras genom att tända eld på portalen. Man kan inte placera sängar i Nether för att markera omstartspunkt, då sängar exploderar med en kraft mellan TNT och laddade Creepers. Vatten avdunstar omedelbart och kan således inte användas för att släcka spelaren om denne tagit eld.
I Nether finns det många användbara och värdefulla materiaI, såsom kvarts och netherit.

#### The End
För att komma till The End måste man hitta en portal som finns gömd under marken i så kallade Fästen i Övervärlden och aktivera den med s.k. enderögon, som är svåra att få tag på. The End består av en stor, svävande landmassa i ett svart tomrum. Här finns enderdraken, och att besegra den anser många vara målet med Minecraft. När draken är besegrad kan man dock utforska en annan del av dimensionen, där man kan hitta mycket värdefulla föremål, t.ex. vingar som låter en flyga.
I The End förekommer även endermän som är svarta, avsmalnade figurer med förmågan att teleportera sig själva och en tendens att attackera efter att spelare uppnått ögonkontakt med dem. Dock kan man har en pumpa på huvudet för att vara skyddad från endermän. Endermän hittas även i  Övervärlden och The Nether, och är den enda källan till råmaterialet bakom de tidigare nämnda enderögonen som krävs för att nå dimensionen.

### Spellägen
Det finns fem separata spellägen: överlevnadsläge, hardcore-läge, kreativt läge, äventyrsläge och åskådarläge.

#### Överlevnads- och hardcoreläge
I överlevnadsläge och hardcoreläge ska man försöka överleva i världen så länge som möjligt. I början har man ingen utrustning alls, utan den måste man införskaffa själv. Med hjälp av enkla resurser som sten och trä kan man skapa verktyg som i sin tur hjälper en att komma vidare. Om man tar alltför mycket skada dör man, och dessutom måste man äta. Målet är att besegra den s.k. enderdraken, en drake som bor i dimensionen The End, men det är inte nödvändigt eftersom spelet är så öppet. Egentligen får spelaren välja helt själv vad den gör i varje värld.
Skillnaden mellan överlevnadsläge och hardcoreläge är att man kan återuppstå om man dör i överlevnadsläge (fast utan sin utrustning), men i hardcoreläge kan man inte fortsätta spela i världen när man dör. Hardcoreläge går endast att spela med svår svårighetsgrad, medan man får välja svårighetsgraden i överlevnadsläget. Hardcoreläge finns numera både på Java Edition och Bedrock Edition.

#### Kreativt läge
I kreativt läge ligger fokus på att skapa. Spelaren är odödlig, känner ingen hunger, kan flyga samt får obegränsad tillgång till alla block och föremål hela spelet. Dessutom kan spelaren ta sönder alla block ögonblickligen. På så sätt blir det mycket enklare att bygga saker. Genom att aktivera fusk får spelaren också tillgång till många olika kommandon, vilka bl.a. tillåter spelaren att ändra tiden, ändra vädret och snabbt fylla stora ytor med block.

#### Övriga spellägen
Äventyrsläge liknar överlevnadsläge, men man måste använda speciella verktyg för att ta sönder eller placera block. Spelläget används för att skapa nya spel inuti Minecraftvärldar, där man inte vill att spelaren ska kunna interagera med allt.
I åskådarläge kan man inte interagera med världen på något sätt, utan bara flyga runt och utforska. Om man dör i hardcoreläge kan man välja att ändra spelläget till åskådarläge för att kunna kolla runt i världen efter man har dött.

### Svårighetsgrad
Svårighetsgraden kan vara fredlig, lätt, normal eller svår. Den påverkar hur stor skada monster gör och hur hunger fungerar. När svårighetsgraden är fredlig skapas inga monster alls, och man blir aldrig hungrig. För de övriga svårighetsgraderna skapas det monster, och dessa gör mer skada desto svårare man har ställt in det. Med lätt och normal svårighet kan man bli hungrig, men inte svälta ihjäl. Det kan man däremot med svår svårighetsgrad. Svårighetsgraden gäller för samtliga spellägen, men påverkar endast överlevnads-, hardcore- och äventyrsläge eftersom monster inte attackerar spelare i kreativt läge och åskådarläge.

### Flerspelarläge
Minecraft kan spelas tillsammans med andra på flera olika sätt. Först och främst kan detta åstadkommas via LAN, vilket innebär att man kan spela tillsammans med andra i samma nätverk. Alternativt kan man upprätta en Minecraftserver, som är en värld skaparen låter andra ansluta till, även när skaparen inte själv är ansluten till världen. Med en Minecraftserver kan man spela tillsammans med personer från andra nätverk, men skaparen får bestämma vilka som får ansluta. Att skapa en egen Minecraftserver kräver dock att nätverket tillåter trafik till servern från andra nätverk. Förutom privata servrar finns även publika servrar, som vem som helst får ansluta till. Dessa används ofta för att spela minispel. Slutligen kan man köpa en server av Minecraft, vilket kallas Minecraft Realms.

## Plattformar och utgåvor
Spelet finns för Windows, Mac OS, Android, iOS, Xbox 360, PlayStation 3, PlayStation 4, PlayStation Vita, Nintendo Switch, Wii U, Xbox One, Raspberry Pi, Apple TV, Fire OS, Fire TV, Gear VR, Windows Mobile, Linux, Playstation 5, Xbox Series X, Xbox Series S och Nintendo 3DS. Det finns flera olika utgåvor av spelet som funkar för olika plattformar. Dessa utgåvor har vissa små skillnader vad gäller funktioner, men det mesta är likadant. Utgåvorna är alltså inte fristående spel. Det går inte att spela tillsammans när användarna använder olika utgåvor av spelet.

### Java Edition
Java Edition är den ursprungliga utgåvan av Minecraft. Java Edition finns för Windows, Mac och Linux. Utgåvan är, som namnet antyder, skriven i Java.

### Bedrock Edition
Bedrock Edition är en utgåva som förenar plattformarna för Android, Apple TV, Fire OS, Fire TV, Gear VR, iOS, Windows 10, Windows Mobile, Xbox One, Nintendo Switch, Xbox Series X, Xbox Series S, Playstation 4 och Playstation 5. Bedrock Edition är skrivet i C++.
Utgåvan är baserad på Minecraft Pocket edition och Minecraft Windows 10 edition som sedan slagits ihop och bildat bedrock edition. Den förändringen möjliggjorde crossplay mellan konsoler, mobiler och datorer.

### Education Edition
Minecraft Education Edition var från början en inofficiell modifikation men är numera ett officiellt fristående spel.
Den är anpassad för utbildning och gör det lättare att nyttja spelet som ett pedagogiskt verktyg för lärare och elever. 
Det finns till exempel funktioner för att lärare lättare ska kunna hantera spelvärlden. 
Eleverna behöver inte betala för ett eget spelkonto, utan skolan eller kommunen köper licensen till spelet som är kopplad till användarens Office 365-konto. 
Minecraft Education Edition har block som är unika för spelet.
Det finns också en inbyggd funktion med en robot vid namn Code Builder som man kan programmera till att automatisera funktioner och därmed lära sig blockprogrammering.
Spelet finns till IOS, Mac OS, Chrome OS och Windows 10.

### Gamla utgåvor
Förut fanns det speciella versioner för alla TV-spelkonsoler, men dessa har på Ps4, Nintendo switch och Xbox one sedan 2017 och framåt ersatts av Bedrock Edition.

## Utveckling

### Inspiration
I ett blogginlägg från maj 2009 angav Persson Infiniminer som huvudinspirationen till Minecrafts blockiga design och möjlighet till terrängmanipulation, Dwarf Fortress som huvudinspiration till överlevnadsläget, och hans egna bidrag till spelet Wurm Online som en influens till Minecrafts terränggenerering och resurshantering. I oktober 2009 skrev Persson att vad som från början var tänkt som ett basbyggarspel (med titeln RubyDung) inspirerat av Dwarf Fortress, kom att utvecklas till idén om Minecraft, efter ett övergivet försök att lägga till en förstapersonsvy för basbyggarna (en vy som fanns tillgänglig i spelet Dungeon Keeper), efter att Persson upptäckt spelet Infiniminer och då fått insikten att det var ett sådant spel han ville göra. Persson beskrev 2010 i en intervju med datorspelsutvecklingswebbsidan Gamasutra detta isometriska 3D-basbyggarspel som en korsning av Dungeon Keeper och Rollercoaster Tycoon.

### Utvecklingsfaser
Java Edition, som är originalutgåvan av Minecraft, har haft sju separata utvecklingsfaser: Pre-classic, Classic, Indev, Infdev, Alpha, Beta samt fullversionen. I Pre-classic, Classic och Indev var världen mycket liten, medan Infdev införde en till synes obegränsad spelyta, då ny mark genereras när spelaren närmar sig randen av den dittills definierade marken. I Alpha och Beta infördes många av spelets grundläggande funktioner, som hunger och olika spellägen. Fullversionen, som släpptes den 18 november 2011, uppdateras kontinuerligt.

## Mottagande
I oktober 2010 passerades 1 333 000 registrerade användare och 415 000 sålda spel. I september 2010 såldes över 25 000 exemplar under 24 timmar efter att spelet hade varit gratis på grund av serverproblem. Den 12 januari 2011 hade spelet sålts i 1 000 000 exemplar och bara dagar senare, 4 februari 2011, passerade spelet 1 200 000 sålda exemplar. Den 5 augusti 2011 offentliggjorde Notch att spelet hade sålts i 3 000 000 exemplar. Den 11 oktober 2012 hade Minecraft över 40 miljoner registrerade användare och sålt över 7 000 000 sålda exemplar. En svensk undersökning från 2017 genomförd av Internetstiftelsen i Sverige visade att bland svenska skolungdomar i ålder 11–13 år spelade cirka 43 procent Minecraft. Bland ungdomar i åldern 14–16 år hade siffran sjunkit något, 20 procent av pojkarna spelade och 11 procent av flickorna.
Spelet har prisats för den frihet det ger spelarna och för dess dynamiska spelupplevelse. PC Gamer beskrev spelet som det fjärde bästa att spela på jobbet. En recension av alfaversionen, skriven av Scott Munro på Daily Record, beskrev Minecraft som "redan något speciellt" och uppmuntrade läsarna att köpa spelet. Jim Rossignol, från Rock, Paper, Shotgun, rekommenderade också spelet. Den 17 september 2010 började webbserien Penny Arcade en serie seriestrippar och nyhetsposter om hur beroendeframkallande spelet är. Datorspelsshowen Good Game gav spelet 7,5 och 9 av 10 och hyllade spelets uppmuntran till kreativitet, men ogillade att spelet saknade ett träningsläge. Minecraft fick även pris för Best Indie game och Most Original game i Machinimas Inside Gaming Awards 2010.
I april 2021 hade Minecraft 238 miljoner sålda spel.
Mojang anordnar årligen MINECON, ett konvent för spelet som grundades av fans i Seattle, Washington 2010 och som arrangeras av Mojang sedan 2011. Sedan 2017 anordnas det i stället som en liveström på nätet.
Sedan 2019 kallas det för Minecraft Live.

## Modifikationer
Till Minecraft går det att installera olika modifikationer, som exempelvis kan tillföra nya monster, block och föremål. Vilka sorters modifikationer som fungerar skiljer sig mycket åt mellan de olika utgåvorna.

### Java Edition
Resurspaket stöds officiellt av Minecraft och används för att ändra hur saker ser ut och låter. Man kan däremot inte lägga till nya saker med resurspaket i Java Edition.

#### Mods och plugins
När man talar om "mods" till Java Edition menar man oftast modifikationer skrivna i Java. Sådana är mycket kraftfulla och kan bland annat lägga till nya föremål, block och varelser samt ändra hur världen genereras. Plugins refererar till modifikationer som endast körs på en server, och inte på klienten. Plugins kan till skillnad från mods inte lägga till block eller föremål, men däremot kommandon och enkla gränssnitt. Plugins används ofta för att skapa minispel på stora servrar. Minecraft har inget officiellt stöd för varken mods eller plugins.

### Bedrock Edition
Resurspaket på Bedrock Edition används också för att ändra hur saker ser ut och låter. På Bedrock Edition kan man kan också använda resurspaket tillsammans med beteendepaket för att lägga till helt nya varelser, föremål och block i spelet. Resurspaket stöds officiellt av Minecraft. Beteendepaket kan användas för att ändra varelsers beteende, ändra spelets gränssnitt och påverka hur världen genereras. Tillsammans med ett resurspaket kan man även lägga till helt nya varelser, föremål och block i spelet. Detta åstadkommer man med JSON-filer, där de olika komponenterna beskriver olika beteenden. Beteendepaket stöds officiellt av Minecraft.